# أليكس ميريت
أليكس ميريت (بالإيطالية: Alex Meret)‏ (22 مارس 1997 إيطاليا - ) هو لاعب كرة قدم إيطالي، يلعب كحارس مرمى.

## وصلات خارجية
أليكس ميريت على موقع الاتحاد الدولي (مؤرشف)  (الإنجليزية)
- أليكس ميريت على موقع الاتحاد الأوربي (الإنجليزية)
- أليكس ميريت على موقع إي إس بي إن إف سي (الإنجليزية)
- أليكس ميريت على موقع قاعدة بيانات كرة القدم.إي يو (الإنجليزية)
- أليكس ميريت على موقع ليكيب (الفرنسية)
- أليكس ميريت على موقع ناشيونال فوتبول تيمز (الإنجليزية)
- أليكس ميريت على موقع Soccerbase.com (لاعب) (الإنجليزية)
- أليكس ميريت على موقع Soccerway.com (الإنجليزية)
- أليكس ميريت على موقع عالم كرة القدم.نت (الإنجليزية)
- أليكس ميريت على موقع AS.com (الإسبانية)